# 1965-ös Formula–1 belga nagydíj
A belga nagydíj volt az 1965-ös Formula–1 világbajnokság harmadik futama, amelyet 1965. június 15-én rendeztek meg a belga Circuit de Spa-Francorchamps-on, Spában.

## Futam
Az első sorból Hill, Clark és Stewart indult. Hill megtartotta a rajt után a vezetést, de Clark szorosan mögött maradt és az első körben a Masta Kink szekcióban átvette a vezetést. Hillt később Stewart és Surtees is megelőzte, de ő csak egy rövid ideig, mivel az 5. körben motorhibával kiesett. A 18. körben Bruce McLaren is megelőzte és feljött a harmadik helyre, majd az utolsó körökben Jack Brabham is elment a brit mellett, így Hill végül ötödik lett. Clark az élre kerülése után végig vezetve győzött.
| Helyezés | Rajtszám | Versenyző       | Csapat/Motor   | Futott kör | Idő/Kiesés oka | Rajthely | Pont |
| -------- | -------- | --------------- | -------------- | ---------- | -------------- | -------- | ---- |
| 1        | 17       | Jim Clark       | Lotus-Climax   | 32         | 2h23:34,8      | 2        | 9    |
| 2        | 8        | Jackie Stewart  | BRM            | 32         | + 44,8         | 3        | 6    |
| 3        | 4        | Bruce McLaren   | Cooper-Climax  | 31         | + 1 kör        | 9        | 4    |
| 4        | 14       | Jack Brabham    | Brabham-Climax | 31         | + 1 kör        | 10       | 3    |
| 5        | 7        | Graham Hill     | BRM            | 31         | + 1 kör        | 1        | 2    |
| 6        | 10       | Richie Ginther  | Honda          | 31         | + 1 kör        | 4        | 1    |
| 7        | 18       | Mike Spence     | Lotus-Climax   | 31         | + 1 kör        | 12       |      |
| 8        | 21       | Jo Siffert      | Brabham-BRM    | 31         | + 1 kör        | 8        |      |
| 9        | 2        | Lorenzo Bandini | Ferrari        | 30         | + 2 kör        | 15       |      |
| 10       | 15       | Dan Gurney      | Brabham-Climax | 30         | + 2 kör        | 5        |      |
| 11       | 5        | Jochen Rindt    | Cooper-Climax  | 29         | + 3 kör        | 14       |      |
| 12       | 27       | Lucien Bianchi  | BRM            | 29         | + 3 kör        | 17       |      |
| 13       | 22       | Innes Ireland   | Lotus-BRM      | 27         | + 5 kör        | 16       |      |
| 14       | 23       | Richard Attwood | Lotus-BRM      | 26         | Baleset        | 13       |      |
| Ki       | 29       | Masten Gregory  | BRM            | 12         | Üzemanyagpumpa | 20       |      |
| Ki       | 20       | Jo Bonnier      | Brabham-Climax | 9          | Gyújtás        | 7        |      |
| Ki       | 11       | Ronnie Bucknum  | Honda          | 9          | Váltóhiba      | 11       |      |
| Ki       | 1        | John Surtees    | Ferrari        | 5          | Motorhiba      | 6        |      |
| Ki       | 26       | Frank Gardner   | Brabham-BRM    | 3          | Gyújtás        | 19       |      |

## Statisztikák
Vezető helyen:
- Jim Clark: 32 (1-32)

Jim Clark 15. győzelme, 19. leggyorsabb köre, Graham Hill 6. pole-pozíciója.
- Lotus 20. győzelme.